# Arquitectura de la Xina

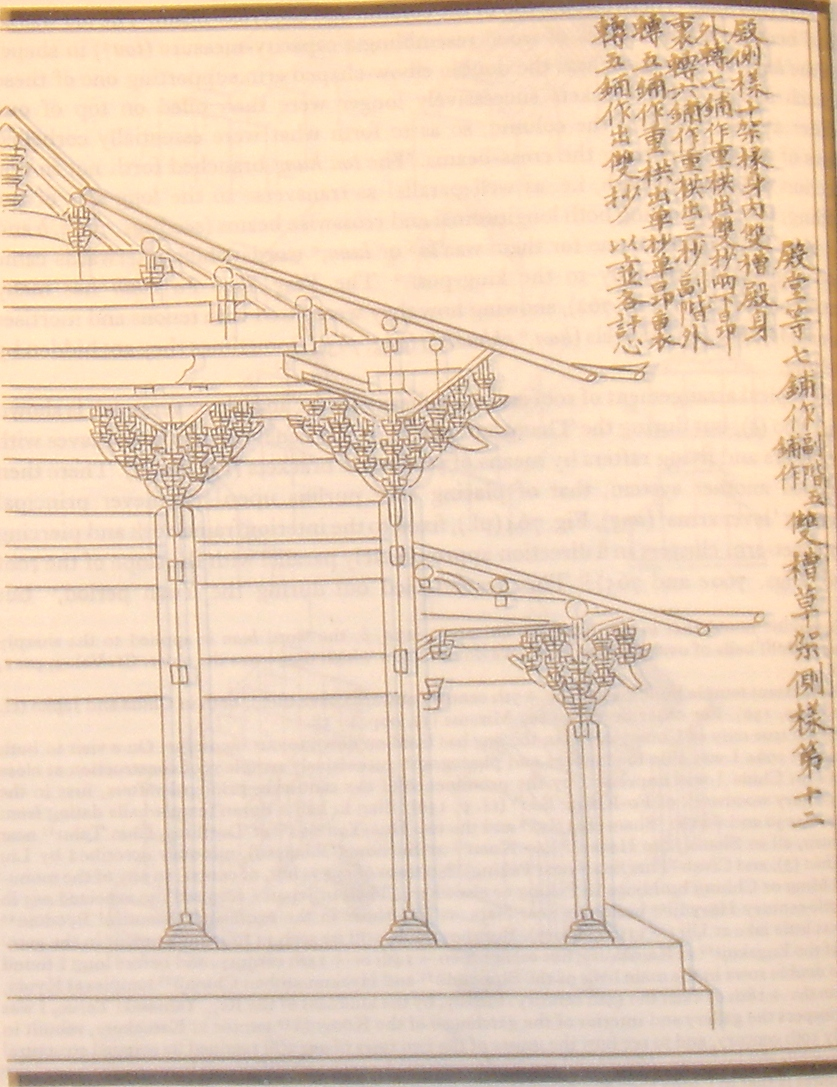
Diagrama d'una mènsula xinesa de fusta ("dougong") que sosté un sostre multiinclinat, de Yingzao Fashi (any 1103)

L'arquitectura de la Xina és l'estil d'arquitectura que ha pres forma a Àsia oriental des del segle I de la nostra era.

S'hi feien servir sobretot fusta i maó com a materials de construcció. Les columnes solen tenir escassa elevació i manquen de capitell. Les cobertes es completen amb un ràfec gran que al seu bord, sobretot en les seves puntes, s'encorba cap amunt. Encara que més ordenada en l'ornamentació que l'arquitectura índia, s'usen en ella variades decoracions policromadas: taulells, baldosins de porcellana, incrustacions, campanetes i joguines, amb nimietat de detalls. Els principis estructurals de l'arquitectura xinesa s'han mantingut majorment estables, sent els principals canvis només decoratius. Des de la dinastia Tang, l'arquitectura xinesa ha tingut una influència important en els estils de Corea, Vietnam i Japó.
| «                         | L'arquitectura xinesa és tan antiga com la seva mateixa civilització. En cada font d'informació -literària, gràfica, exemplar- hi ha clares proves que recolzen el fet que els xinesos han gaudit sempre d'un sistema indígena de construcció que ha retingut les seves principals característiques des de temps prehistòrics al dia d'avui. El mateix sistema de construcció és predominant a l'àmplia zona que comprèn des del Turquestan xinès al Japó, i de Manxúria a la meitat septentrional de la Indoxina francesa; aquesta zona era precisament la d'influència de la cultura xinesa. El fet que aquest sistema de construcció es pogués perpetuar durant més de 4.000 anys sobre tan vast territori i que encara sigui una arquitectura actual, retenint els seus caràcters principals malgrat les repetides invasions -militars, intel·lectuals i espirituals- és un fenomen solament comparable a la continuïtat de la civilització de la qual forma part. | » |
| — Liang, Ssu-ch'eng, 1984 | |   |

A través del segle xx, arquitectes xinesos formats a occident han tractat de combinar dissenys tradicionals xinesos amb arquitectura moderna -normalment en edificis governamentals- amb limitat èxit. A més, la pressió per desenvolupar les ciutats en la Xina contemporània va requerir major velocitat de construcció i un ràtio de terreny per àrea més alt, la qual cosa significa que a les grans ciutats la demanda d'edificis tradicionals, que per norma general tenen menys de tres pisos, ha decaigut en benefici de l'arquitectura moderna. No obstant això, les habilitats tradicionals de l'arquitectura de la Xina, incloent fusteria major i menor, obra de paleta i cantería, són encara aplicades a la vasta àrea rural xinesa.

## Edificis típics en la civilització de la Xina

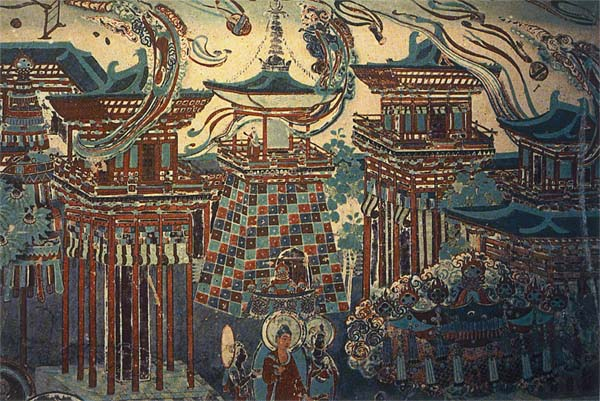
Fresc descriu l'arquitectura de l'estil de la Dinastia Tang, Coves de Mogao.

- El ting, palau o temple de forma quadrangular, amb enorme techumbre i ràfec gran, sostingut tot per columnes i envoltat de vegades, de pòrtics.
- La taa o torre-pagoda, formada per molts cossos cilíndrics o poligonals superposats, portant cadascun el seu propi ràfec.
- El peleu o pai-lu, espècie d'arc triomfal o porta monumental de tipus arquitrabado.

Encara que els xinesos s'atribueixen grans construccions realitzades en la dinastia Ha (segle XVIII aC.) i en la de Tcheóu (segle segle xii aC) no sembla que els edificis més antics que avui existeixen siguin anteriors als primers segles de nostra era, ni és possible una altra cosa, donada la fragilitat del seu material. S'exceptua, no obstant això, la Gran Muralla Xinesa, enorme construcció de pedra i maó que data de poc més del segle ii aC i ocupa una extensió de 2.500 de llarg, construïda amb la intenció de contenir les invasions dels pobles del nord.

## Característiques

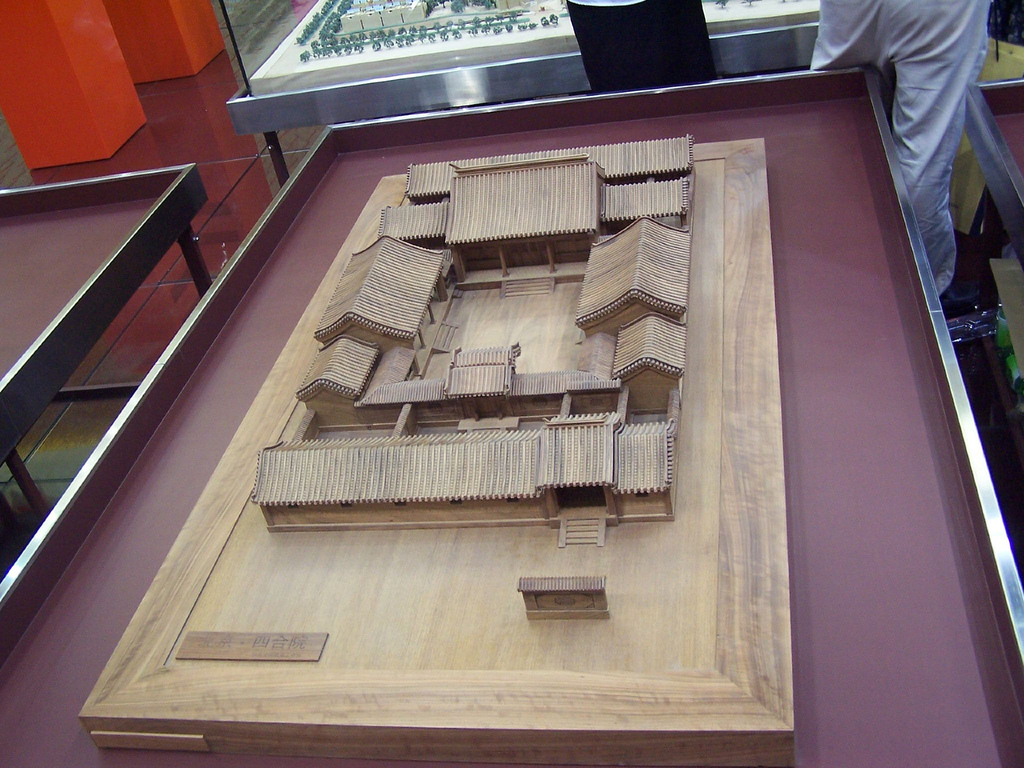
Model de Siheyuan a Pequín, que mostra la simetria, tancament, i geomancia; conceptes típics de l'arquitectura de la civilització xinesa

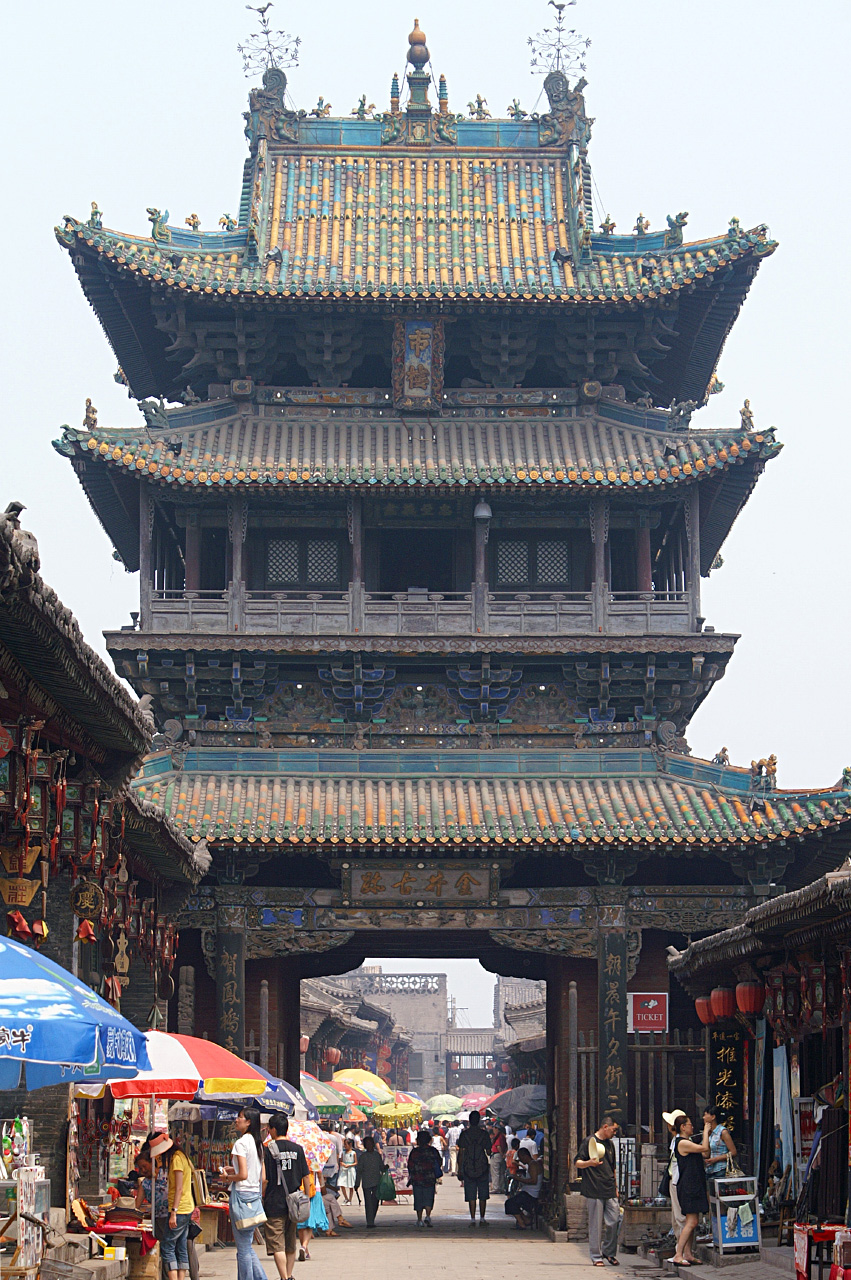
Pingyao, a Ming/Qing, Shanxi

L'arquitectura de la civilització xinesa té unes característiques recognoscibles a les de les altres parts del món.

### Èmfasi horitzontal
El més important és l'èmfasi sobre l'eix horitzontal, en particular la construcció d'una plataforma pesant i un gran sostre que sura sobre aquesta base, amb les parets verticals tampoc emfatitzades. Aquest contrasta amb l'arquitectura occidental, que cuida créixer en l'altura i la profunditat. L'arquitectura de la Xina posa l'accent en l'impacte visual de l'ample dels edificis. Els salons i els palaus a la Ciutat Prohibida, per exemple, tenen sostres una mica baixos en comparar amb edificis majestuosos equivalents de l'oest, però les seves aparences indiquen la naturalesa acaparadora de la Xina imperial. Aquestes idees han trobat un lloc a l'arquitectura occidental moderna, per exemple a través del treball de Jørn Utzon. En tot cas, això no s'aplica a pagodes per descomptat, que són relativament singulars i limitat als complexos d'edifici religiosos.

### Simetria bilateral arquitectònica
Una altra característica important és l'èmfasi sobre l'articulació i la simetria bilateral, que recalca com a objectiu l'equilibri. La simetria bilateral és trobada per tota l'arquitectura de la Xina, des de grans complexos o palaus fins a modestes granges. Quan sigui possible, els plans per a la renovació i/o extensió d'una casa tractaran de mantenir aquesta simetria, sempre que hi hagi suficient pressupost per fer-ho. Els elements secundaris es posicionen a banda i banda de l'estructura principal per mantenir la simetria bilateral general. Els edificis es planifiquen perquè tinguin un nombre parell de columnes per estructura, per generar un nombre imparell d'espais entre elements, i així, en posar en el central l'entrada principal a l'edifici, mantenir la simetria.
En contrast amb els edificis, els jardins xinesos són una excepció notable, car cuiden ser asimètrics; el principi de la composició del jardí és causar una circulació perdurable, i també copiar la natura.

### Tancat
Les pràctiques arquitectòniques en edificis occidentals contemporanis típicament disposen un jardí o àrea oberta al voltant de la propietat. Això contrasta amb gran part de l'arquitectura xinesa tradicional, que construeix edificis o complexos que envolten una propietat sencera, voltant les zones verdes en el seu interior. Aquests espais tancats són de dos possibles tipus:
- Pati descobert: l'ús de patis descoberts és una característica comuna en moltes classes d'arquitectures xineses. Això és exemplificat en el Siheyuan, que consta d'un espai buit envoltat pels edificis connectats entre si directament o per galeries.La Ciutat Prohibida.

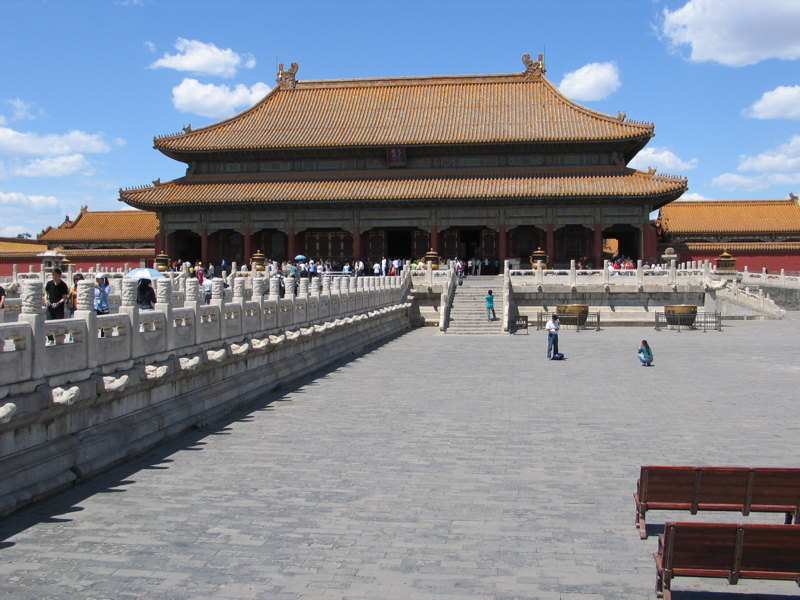
La Ciutat Prohibida.

- Pou de cel: Encara que els patis descoberts grans són trobats comunament en l'arquitectura del sud, el concepte d'una "àrea verda" envoltada pels edificis vist en el nord pot també ser observat en l'estructura meridional coneguda com el "Pou de cel". Aquesta és, essencialment, un pati relativament voltat, format per les interseccions d'edificis disposats a prop entre si, i que ofereix una petita vista del cel a través d'una obertura en el pis superior.

Aquests recintes serveixen per regular la temperatura i per ventilar el complex d'edificis. Els patis septentrionals són típicament oberts i encarats al sud per permetre la major de les exposicions dels murs al sol, alhora que es protegeix dels freds vents del nord. Els pous de cel meridionals són relativament petits i serveixen per recollir aigua de pluja mitjançant les teulades (duent a terme la mateixa funció que els impluviums romans), al mateix temps que es redueix la quantitat de llum que entra a l'edifici, i s'expulsa l'aire càlid ascendent de l'edifici, deixant lloc perquè entri en les estades el fresc de l'exterior.

### Jerarquia
En l'arquitectura de la Xina, la jerarquia que reflectia cada edifici, així com la seva importància i utilizatció, estava basada estrictament en la localització de cada element en el conjunt construït. Els edificis amb portes que donaven al capdavant de la propietat es consideren més importants que els que donen als costats, i els que encaren la part posterior són els menys rellevants.
Els edificis de cara al sud, i els que conjugaven un cert nivell de privadesa amb una major exposició al sol eren més benvolguts i es reservaven a membres majors de la família. Els que donaven a l'est, en canvi, eren per als membres més joves, mentre que els que donaven al nord donaven recer als servents i ajudants
.
Els edificis col·locats en el front de la part posterior són destinats especialment per celebrar ritus i posar rebedors i plaques ancestrals. Quan hi ha múltiples patis, els centrals i els seus edificis es consideren més importants que la resta, més emprats per a magatzems o habitacions de servei, i fins i tot cuines.

### Conceptes còsmics

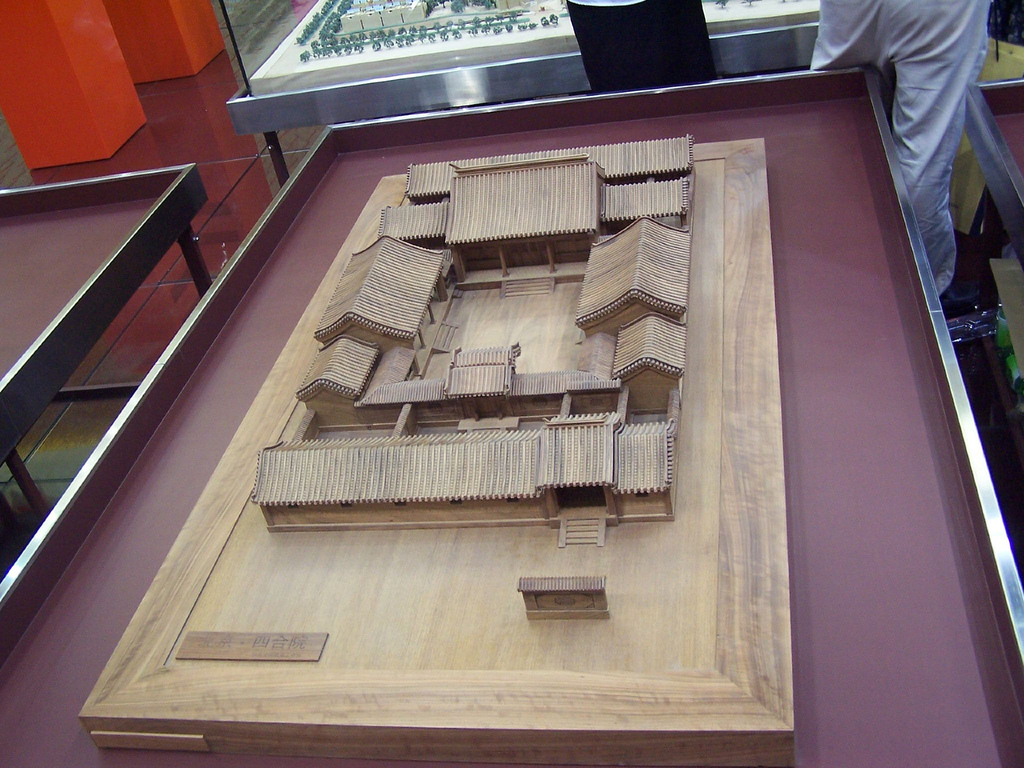
Model d'un Siheyuan a Pequín, que mostra la simetria, una plataforma pesant i tancada i un gran sostre que sura sobre la seva base, si bé els murs verticals no estan tan ben emfatitzats.

L'arquitectura xinesa dels primers temps usava conceptes de la cosmologia xinesa com feng shui (geomancia) i el Taoisme per organitzar la construcció i disposició d'elements des de les residències vulgars a les estructures religioses i imperials. Això incloïa l'ús de:
- Col·locar parets mòbils que enfrontaven l'entrada de la casa, motivades per la creença que les coses malvades es desplacen només en línia recta.
- Distribuir talismans i imatges de bona sort, com:
  - Déus portals, que eren disposats en les entrades per guardar la casa contra el mal i potenciar el flux de la fortuna.
  - Tres figures antropomòrfiques que representaven estels Fu Dl. Shou (福祿壽 fú-lù-shòu) es posaven molt sovint, de vegades al costat de la declaració els tres estels estan presents (三星在 sān-xīng-zài).
  - Animals i fruites que simbolitzaven bona sort i prosperitat, com els ratpinyats i les magranes, respectivament.
- Orientar l'estructura amb la part posterior cap a terreny elevat i assegurar-se que hi hagués aigua enfront. De vegades també es cuidava que la paret posterior, normalment sense finestres, mirés al nord, per aprofitar la barrera contra els vents del nord.
- Estanys, piscines, pous i altres fonts d'aigua se solien construir dins de l'estructura.

L'ús de certs colors, nombres i punts cardinals en l'arquitectura tradicional xinesa reflectia les creences en certa immanència que provocava que la naturalesa d'una cosa pogués ser continguda íntegrament en la seva pròpia forma. Encara que a Occident es va desenvolupar gradualment un cos de literatura arquitectònica, no gaire es va escriure a la Xina, i el text més primitiu, el Kaogongji, mai va ser discutit. No obstant això, les idees sobre l'harmonia còsmica i l'ordre de la ciutat s'interpretava usualment en el seu nivell més báisco, de manera que mai va existir una reproducció d'una ciutat ``ideal´´. Pequín, tal com va ser reconstruïda a través dels segles XV i XVI és un dels millors exemples de planificació urbana xinesa tradicional.

## Construcció

### Estructura
- Els marcs de fusta són construïts típicament amb caixa i espiga, rares vegades amb l'ús de cola o claus.
- Usar fins i tot els nombres de columnes en una estructura d'edifici per produir els nombres imparells d'espais. Amb la inclusió d'una porta principal a un edifici a l'espai del centre, la simetria és mantinguda.
- L'ús comú de parets de cortina o porta revestida amb panells per delinear habitacions o voltar un edifici, amb l'èmfasi general de càrrega - rodeamiento de mur en les construccions de classe més alta.
- Els sostres plans són poc comuns, mentre sostres de dues aigües gairebé són omnipresents en l'arquitectura xinesa tradicional. Tres tipus principals de sostres són trobats:

1. Solament inclinat: els sostres amb un disc senzill s'inclinen. Aquests són els tipus de sostre més econòmics i són més habituals en les arquitectures més comunes.
2. Multi-inclinat: sostres amb 2 o més seccions de la inclinació. Aquests sostres són usats en construccions de classe més alta, des dels habitatges de plebeus adinerats fins a palaus.
3. Massa inclinat: sostres amb una curvatura radical que augmenta en les cantonades del sostre. Aquesta classe de construcció de sostre és generalment reservada per als temples i palaus encara que també pot ser trobada a les cases d'adinerats. A l'època antiga, els lloms del sostre són generalment decorats amb estatuetes de ceràmica.

- El vèrtex de sostre de saló gran és cobert amb un llom de taulells per a propòsits decoratius però també generalment per afegir pes a les capes de taulells de sostre per a l'estabilitat. Aquests lloms estan sovint ben decorats, especialment per a les estructures religioses o palatines. En algunes regions, els lloms són estesos de vegades o inclosos des de les parets de la construcció per formar matouqiang (parets de cap de cavall), que serveixen com a factor disuasivo del foc.

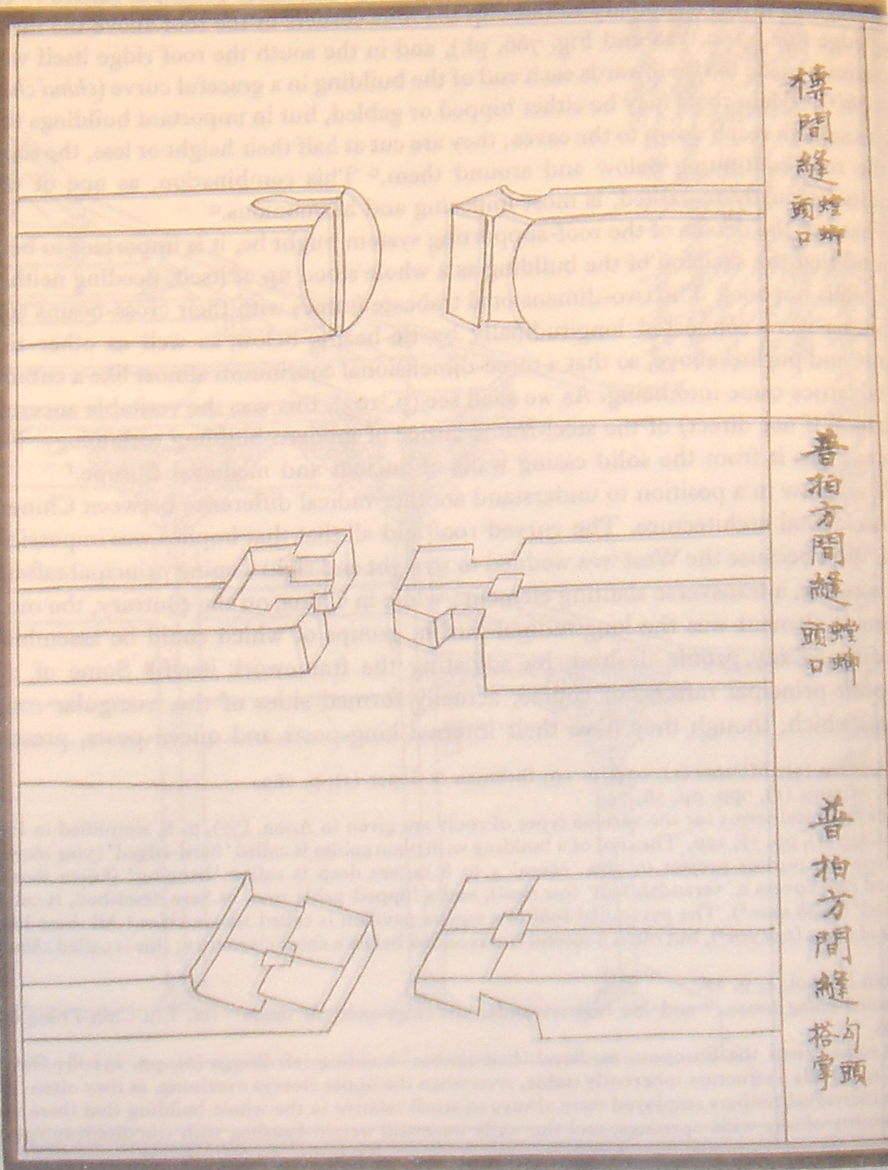
Caixa i espiga, que apareix en l'obra de Li Jie, manual de construcció (Yingzao Fashi), impresa l'any 1103.

- Fonaments: La majoria d'edificis s'erigien en plataformes elevades (臺基), que funcionaven com a fonaments. Podia haver-hi bigues verticals que es recolzessin en pedestals de pedra(柱础), i aquests ocasionalment descansaven al seu torn en pilastres enfonsades en el terra. En les construccions per a les classes baixes, les plataformes estaven fetes de simple tapial, no pavimentades o pavimentades amb maó o ceràmica. En els casos més simples, les bigues verticals eren clavades directament a la terra. Pel que es refereix a les construccions per a les classes més altes, se solien tenir alts pisos de pedra, o de tapial pavimentat amb pedra, amb pesants pedestals pétreos (que eren decorats) que aguantaven enormes bigues de càrrega.[5] Les bigues verticals es quedaven quietes en els seus pedestals per la simple acció de la fricció i la pressió exercida per l'edifici.[6]
- Bigues de càrrega: Se solien utilitzar grans troncs per donar suport principal al sostre de l'edifici, fora com a columnes internes o com a marc per a la façana. Aquestes bigues eren connectades entre si directament o, en les construccions més altes i grans de la classe alta, lligades indirectament mitjançant suports com els dougong. No se sap amb certesa com podien els antics constructors elevar les pesants bigues de càrrega a la posició deguda.
- Connexions estructurals: Els marcs de llenya es construïen típicament encaixant les peces, sense usar claus o coles. Aquests tipus de juntes estructurals semirrígidas permeten a la llenya resistir millor la torsió i la flexió quan estan sotmeses a alta compressió.[5] L'estabilitat estructural és assegurada del tot a través de l'ús de bigues i sostres pesants, que aixafen les estructures.[6] La falta de claus o cola i de suports no rígids com el dougong, sense oblidar l'ús de fusta com a material, donava com a resultat uns edificis capaços de lliscar-se, flexionar-se i recobrar la posició d'origen absorbint els cops, les vibracions i fins i tot els moviments d'un terratrèmol sense danys estructurals significatius.[5]
- Murs: Era habitual l'ús de parets de paper o portes de panells per definir habitacions o envoltar un edifici per desenfatizar el mur de càrrega en les construccions de les classes altes. De totes maneres, amb la reducció de la disponibilitat de fusta per a edificis en dinasties tardanes, la fusta es va anar substituint cada vegada més per maó i pedra.
- Teulades: Els sostres teulades guanyen des de lluny en abundància als sostres plans en l'arquitectura tradicional xinesa. Són construïts ja sobre bigues creuades o descansant directamnete en bigues estructurals verticals. En la construcció per a les classes altes, les bigues que aguanten el sostre eren sostingudes mendiante complexos sistemes d'enganxaments, suports i dougongs que connectaven cada biga indirectament amb les estructurals primàries.[5] Hi ha tres tipus principals de sostre:

1. Inclinats simples: Teulades amb una única inclinació. Eren el tipus més econòmic, i també el prevalent.

1. Multi-inclinats: Teulades amb dues o més seccions inclinades, més usats per les classes altes, des d'habitatges a palaus.

1. Corbada: Teulades que s'eleven en una corba en les cantonades de l'edifici. Estaven reservats usualment als temples i palaus, encara que podien veure's en algunes cases de rics. En els últims casos, les vores de la teulada eren profusament decorats amb figuretes de ceràmica.

- Cúspide de la teulada: estaven habitualment coronats per una serralada de teules i estatuetes tant per motius decoratius com per exercir amb el seu pes en favor de l'assentament de la resta de teules. També solien estar ben decorades, especialment en els casos d'estructures religioses o palatines. En algunes regions xineses, aquestes serralades de vegades eren esteses o incorporades en les parets de l'edifici per formar un matouqiang (parets de cap de cavall) que servien de tallafocs impedint el trasllat de les flames de banda a banda dels edificis.
- Decoracions a la part alta de les teulades: hi havia simbolisme tant en els colors dels ràfecs com en els materials de teulada o decoracions de la zona superior. El groc era un color favorable usat en les teulades imperials. Les teulades verdes simbolitzaven el bambú, i per tant, joventut i longevitat alhora.

### Materials i història

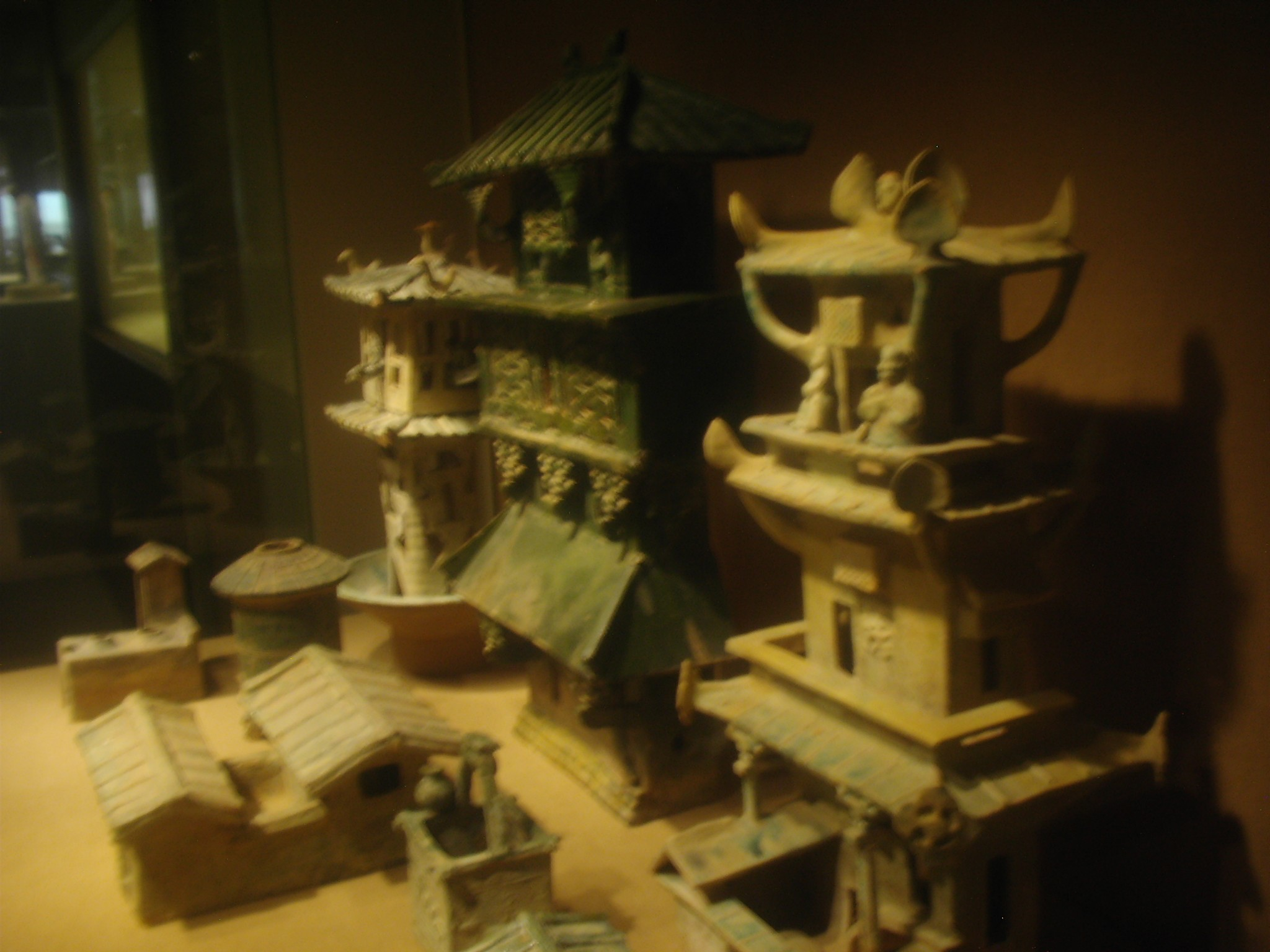
Models de torres de vigilància i altres edificis fets durant la Dinastia Han (25–220 d.C.); mentre aquests models van ser fets de ceràmica, les versions reals van ser fetes de fusta perible i no han sobreviscut.

A diferència d'altres materials de construcció, les estructures de fusta velles no sobreviuen perquè són més vulnerables a la intempèrie i a eventuals focs, i a més són susceptibles de podrir-se amb el temps de manera natural. Encara que moltes torres residencials de fusta —ara inexistents—, talaies i pagodes li van precedir temporalment, la pagoda Songyue, construïda el 520, és la pagoda existent més vella a la Xina; l'ús de maó en lloc de fusta va tenir molt a veure amb la resistència durant aquests segles. De la dinastia Tang (618 - 907) d'ara endavant, maó i arquitectura de pedra es van fer més comunes gradualment i van reemplaçar als edificis de fusta. Els exemples més antics d'aquesta transició poden ser vists en projectes d'edificis com el pont de Zhaozhou -acabat el 605- o la pagoda de Xumi -construïda el 636-, encara que se sap que la pedra i l'arquitectura de maó ja havia estat usada en tombes subterrànies de dinasties més primerenques.
A principis del segle xx, no hi havia cap construcció de la Dinastia Tang construïda completament en fusta que encara existís; el major descobriment fins llavors era la troballa el 1931 del Pavelló Guanyin en el monestir de Dule, datat prop de l'any 984 durant la dinastia Song. La superfície mesurava 34 x 17,66 m.
Això va ser fins que el 1937, un equip d'historiadors de l'arquitectura liderat per Liang Sicheng (1901–1972) descobrís que el Gran Hall Est del Temple de Foguang al Mont Wutai a Shanxi era datable de manera fiable l'any 857.
Un any després del descobriment de Foguang, el hall principal del proper Temple de Nanchan va ser datat de manera fiable com de l'any 782, mentre que un total de sis edificis de fusta de l'era Tang han estat trobats al segle xxi.
La pagoda de fusta més antiga intacta és la Pagoda del Temple Fogong, de la Dinastia Liao, al comtat Ying de Shanxi. Mentre l'ala oriental de Foguang només té set diferents de dougong en la construcció, la pagoda de Fogong, del segle xi, en té cinquanta-quatre.
Les parets i plataformes més antigues a la Xina eren de tapial, però amb el temps, maó i pedra es van tornar d'ús més freqüents. Això pot ser vist en les seccions antigues de la gran muralla de la Xina, mentre que el maó i la gran muralla de pedra vista avui són una renovació de la dinastia Ming (1368 - 1644).

## Classificació per estructura
Classificacions xineses per a la inclusió d'arquitectura:

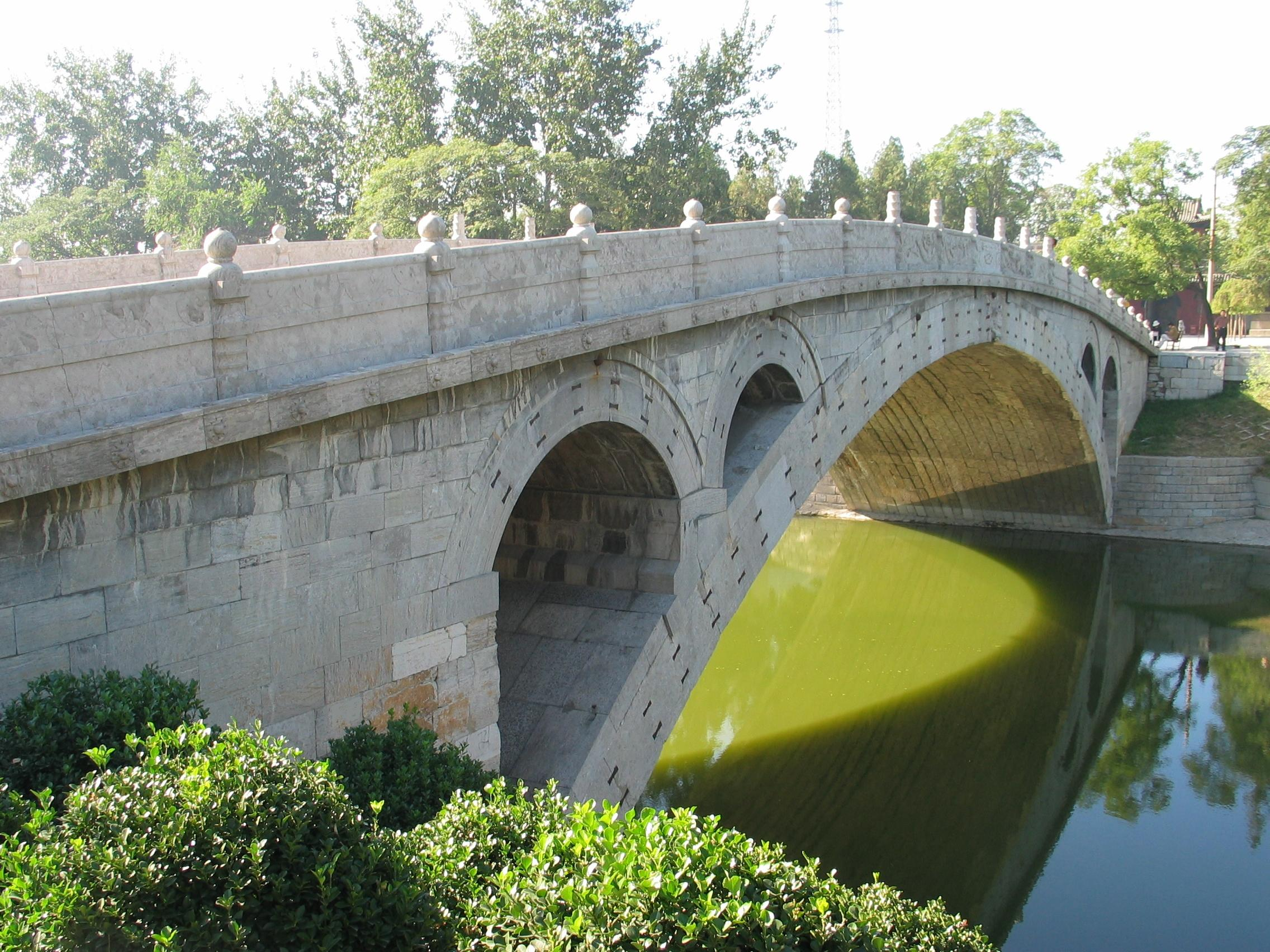
El pont Zhaozhou, construït entre 595 i 605 durant la dinastia Sui. És el pont d'arc completament de pedra més vell d'aquestes característiques al món.

- 樓（楼）lou (Edificis de diverses plantes).
- 台 tai (Terrassa).
- 亭 ting Pavellons xinesos.
- 閣（阁）ge (Pavellons de dues plantes).
- 塔 ta pagodes xineses.
- 藻井 Caisson bombat o sostre arqueja.
- 軒（轩）xuan (Galeries amb finestres).
- 榭 xie (Pavellons o cases sobre terrasses).
- 屋 wu (Cambres al llarg de passadissos techats).
- 斗拱 dougong dougong el bloqueig de lleixes de fusta, sovint usats en raims per recolzar terrats i afegeixen l'ornamentació.

## Tipus d'arquitectura segons estrats

### Plebeu o popular
Quant als plebeus, anessin buròcrates, comerciants o agricultors, les seves cases tendien a seguir un patró: el centre de l'edifici seria un santuari per a les deïtats i els avantpassats, que seria usat durant les festejos també. Sobre els seus dos costats estaven els dormitoris per als majors; les dues ales de l'edifici (conegudes com "els dracs guardians" pels xinesos) eren per als membres joves de la família, així com la sala, el menjador, i la cuina (encara que de vegades la sala podia estar molt prop del centre).
De vegades les famílies extenses creixien tant que havien d'afegir ales addicionals, la qual cosa resultava en un edifici en forma d'O, amb un pati apropiat per al treball de la granja; comerciants i buròcrates, no obstant això, preferien tancar el davanter amb una porta principal imponent. Tots edificis eren legalment regulats, i la llei indicava el nombre de plantes, el llarg de l'edifici i els colors d'ús segons la classe del propietari.

### Imperial
Hi havia certes característiques arquitectòniques especials que es reservaven únicament per l'Emperador de la Xina. Un exemple és l'ús de taulells de sostre grocs, havent estat est el color imperial; els taulells de sostre grocs encara adornen la majoria dels edificis dins de la Ciutat Prohibida. El Temple del Cel, no obstant això, té taulells de sostre blaus que simbolitzen, precisament, el cel. Els sostres són gairebé recolzats per "dougong" (també anomenats claudàtors) la qual cosa és una característica compartida solament amb les majors construccions religioses. Les columnes de fusta dels edificis i la superfície de les parets són de color vermell. El negre és també un color usat sovint en pagodes, car es creia que els déus eren motivats pel color negre a baixar a la Terra.
El drac xinès de cinc arpes, un emblema adoptat pel primer emperador Ming per al seu ús personal, va ser usat a l'excés sobre l'arquitectura imperial - sobre els sostres, sobre les bigues i els pilars, i sobre les portes, encara que no sobre les teulades.
Solament els edificis utilitzats per la família imperial podien tenir nou jian (l'espai entre dues columnes, parlant de la simetria bilateral). Solament les portes utilitzades per l'emperador podien tenir cinc arcs, amb el centre d'un, per descomptat, reservat per l'emperador mateix. Els antics xinesos eren molt afectes al color vermell quant als edificis de l'Imperi, i solien mirar cap al sud perquè el nord tenia un vent fred, la qual cosa, de totes maneres, era vox populi i era tingut també en compte per les llars particulars.
Pequín es va fer la capital de la Xina després de la invasió mongol del segle xiii, acabant la transferència en adreça aquest de la capital xinesa començada des de la dinastia de Jin.
L'alçament de Ming el 1368 va reafirmar l'autoritat xinesa i va fixar Pequín com a seient del poder imperial durant els propers cinc segles. L'emperador i l'emperadriu van viure en palaus sobre l'eix central de la Ciutat Prohibida, el Príncep de la Corona en la part oriental, i les concubines en la part posterior (que a causa del seu abundant nombre va ser anomenat sovint "el pati de les tres mil"). No obstant això, a meitat de la dinastia Qing, la residència de l'emperador va ser canviada de lloc al costat occidental del complex. Ha d'advertir-se que és enganyós parlar d'un ``eix´´ en el sentit occidental del terme, que sembla demanar una perspectiva visual d'alguna cosa similar a una façana, ja que l'eix xinès és més comprensible com un privilegi, expressat generalment restringint l'accés a les diferents zones de l'edifici - no hi ha cap panorama obert i lliure que permeti identificar un eix continu de naus o edificis, sinó una sèrie de portes i pavellons que van donant lloc a les fases de la construcció.
La numerología va influir en l'arquitectura imperial, i d'aquí l'ús de nou (el nombre més gran d'un sol dígit) a l'excés en gran part de la construcció. La importància d'Orient (l'adreça del sol naixent) a orientar i situar les construccions imperials és una expressió de l'adoració solar trobada en moltes cultures antigues, on la noció del governant està afiliada amb el sol.
Les tombes i els mausoleus de membres de la família imperial, com les tombes de la dinastia Tang de segle viii en el mausoleu de Qianling, també poden ser explicades com a part de la tradició arquitectònica imperial.

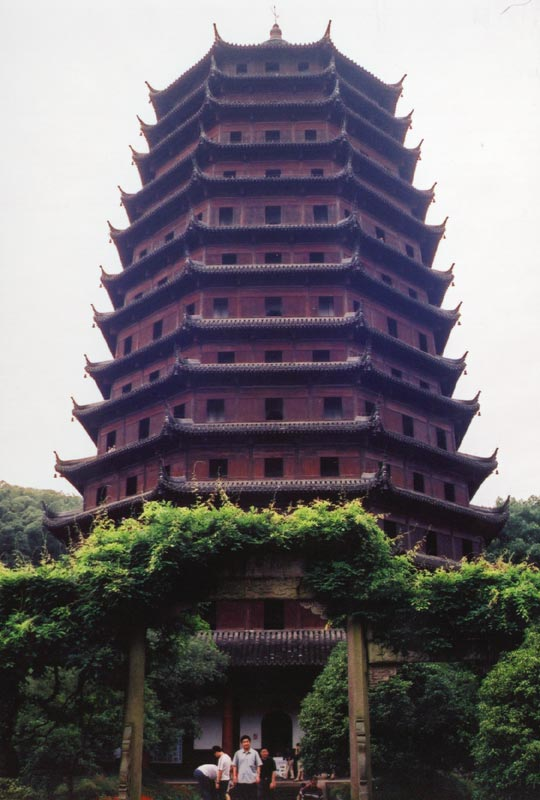
Pagoda Liuhe, en Hangzhou, 60 mts (196 peus) d'altura, finalitzada el 1165..

Aquests monticles i piràmides sobre la terra tenien estructures abovedadas i fortificades subterrànies que van ser vorejades amb parets de maó almenys des de l'època dels Regnes Combatents (481 - 221 BCE).

### Religiós
En termes generals l'arquitectura budista segueix l'estil imperial. Un monestir budista gran té un saló primer, albergant l'estàtua d'un budista, seguida per un gran saló, que alberga normalment les estàtues dels budas. Els allotjaments per als monjos i les monges estan situats en els dos laterals. Alguns dels exemples més grans d'això venen des dels temples del segle xviii Puning i Putuo Zongcheng. Els monestirs budistes de vegades també tenen pagodes, que poden albergar les relíquies del Gautama Buddha; les pagodes més velles solen tenir quatre costats, mentre que després les pagodes tenen vuit costats generalment.
L'arquitectura daoísta, d'altra banda, segueix l'estil dels plebeus generalment. L'entrada principal està, no obstant això, en el lateral, per la superstició sobre dimonis que poden tractar d'entrar. En contrast amb els budistes, en un temple de daoístes la deïtat principal està situada en el saló principal en el davanter, i les menors deïtats en el saló posterior i en els costats.
L'edifici premoderno més alt a la Xina va ser construït per a un ús mixt entre religiós i militar. La Pagoda de Liaodi, del 1055, té una altura de 84 m, i, encara que va servir com la pagoda de coronació del monestir de Kaiyuan al vell Dingzhou, Hebei, també va tenir un ús de torre de vigilància militar per als soldats de la dinastia Song.
L'arquitectura de les mesquites a la Xina i els Gongbei sovint combina estils tradicionals xinesos amb influències del mig Orient.